# Diversey Parkway

Diversey Parkway (2800 N.) es una principal calle de sentido este-oeste en el Lado Norte de Chicago. Diversey separa los barrios frente al lago de Chicago de Lakeview al norte y Lincoln Park al sur. De oeste a norte el ramal del Río Chicago, la calle es conocida como la Avenida Diversey, y separa los barrios de Avondale al norte y Logan Square al sur. Más al oeste, la Avenida Diversey continua como una calle principal por los barrios Hermosa, Belmont Cragin y Montclare, continuando hacia los suburbios occidentales. The street is named after nineteenth-century beer brewer Michael Diversey.

## Puntos de interés
Diversey tiene algunos puntos de interés como la Sede del Edificio Memorial Nacional Elks, Brewster Apartments, Lathrop Homes, y Diversey River Bowl y el centro comercial Brickyard Shopping Center. Diversey también pasa por donde alguna vez estuvo el complejo Olson Park and Waterfall localizado en la esquina noroeste de Pulaski y Diversey.